# J. T. Smith (Leichtathlet)
J. T. Smith (* 12. Januar 1998 in Klein, Texas) ist ein US-amerikanischer Leichtathlet, der sich auf den Sprint spezialisiert hat. Mit der US-amerikanischen 4-mal-100-Meter-Staffel wurde er 2023 Weltmeister.

## Sportliche Laufbahn
J. T. Smith wuchs in Texas auf und studierte ab 2019 an der Texas A&M University–Commerce. 2023 startete er mit der US-amerikanischen 4-mal-100-Meter-Staffel bei den Weltmeisterschaften in Budapest und verhalf dem Team zum Finaleinzug und trug damit zum Gewinn der Goldmedaille bei.
2023 wurde Smith US-amerikanischer Hallenmeister im 60-Meter-Lauf.

## Persönliche Bestzeiten
- 100 Meter: 10,02 s (+0,2 m/s), 6. Juli 2023 in Eugene
  - 60 Meter (Halle): 6,53 s, 18. Februar 2023 in Albuquerque
- 200 Meter: 20,32 s (+1,7 m/s), 6. Mai 2023 in Commerce
  - 200 Meter (Halle): 21,37 s, 26. Februar 2022 in Lubbock